# Para Inglês Ver... e Ouvir
Para Inglês Ver... e Ouvir é o primeiro álbum ao vivo (décimo oitavo ao todo) da carreira da cantora Zizi Possi, lançado em 2005 pela Universal Music. A cantora é acompanhada pelo seu maestro e arranjador Jether Garotti (piano e programação), Marcos Paiva (baixo) e Alexandre Damasceno (bateria).
A ideia surgiu após um convite da equipe do Bourbon Street convidá-la para fazer parte de um projeto no qual um artista brasileiro canta um repertório inédito na sua voz. Inspirada pela própria personalidade da casa, a cantora selecionou um repertório todo em inglês que incluía clássicos de The Beatles a Frank Sinatra, passando por Queen e Nat King Cole. Em entrevista revelou: "Foi muito gostoso fazer esse repertório com piano e voz. Tive uma interação com o público. Comecei a receber sugestões para gravar e pensei 'poxa, tão bonito, por que não?'. Conversei com o Manoel Poladian e nos associamos para fazer uma gravação ao vivo". A estreia do espetáculo ocorreu no Tom Brasil e depois seguiu para o teatro Frei Caneca, onde ocorreu a gravação ao vivo.
As resenhas da critica especializada foram mistas. Monica Laureiro do jornal Tribuna da Imprensa, avaliou com duas estrelas de cinco ("bom") e escreveu que o repertório, apesar de óbvio, não contém erros, e que é "chique" porém "inócuo".

## CD
Créditos adaptados do CD Para Inglês Ver... e Ouvir, de 2005.

### Lista de faixas
| N.º            | Título                                                            | Compositor(es)                        | Duração  |  |
| 1.             | "Fly Me to the Moon"                                              | Bart Howard                           | 3:52     |  |
| 2.             | "Moon River"                                                      | Johnny Mercer Henry Mancini           | 2:58     |  |
| 3.             | "The Very Thought of You"                                         | Ray Noble                             | 3:10     |  |
| 4.             | "Dream a Little Dream of Me"                                      | Fabian Andre Wilbur Schwandt Gus Kahn | 2:35     |  |
| 5.             | "Do You Wanna Dance"                                              | Robert Freeman                        | 2:36     |  |
| 6.             | "I Don't Wanna Talk About It"                                     | Danny Whitten                         | 3:02     |  |
| 7.             | "Redemption Song"                                                 | Bob Marley                            | 3:23     |  |
| 8.             | "Ruby"                                                            | Mitchell Parish Heinz Roemheld        | 3:37     |  |
| 9.             | "You Don't Know Me"                                               | Eddy Arnold Cindy Walker              | 3:59     |  |
| 10.            | "Love for Sale"                                                   | Cole Porter                           | 2:54     |  |
| 11.            | "Come Together"                                                   | John Lennon                           | 3:01     |  |
| 12.            | "Unchain My Heart"                                                | Bobby Sharp                           | 2:38     |  |
| 13.            | "Love of My Life / Golden Slumbers / Carry That Weight / The End" | Freddie Mercury Lennon–McCartney      | 5:48     |  |
| Duração total: | Duração total:                                                    | Duração total:                        | 00:43:33 |  |

## DVD
Foi lançado também em 2005 o show em formato de DVD com 18 faixas.

### Lista de faixas
Créditos adaptados do DVD Para Inglês Ver... e Ouvir, de 2005.
| N.º | Título                                                            | Duração |  |
| 1.  | "The Man I Love"                                                  |         |  |
| 2.  | "Fly Me to the Moon"                                              |         |  |
| 3.  | "Moon River"                                                      |         |  |
| 4.  | "The Very Thought of You"                                         |         |  |
| 5.  | "That Old Feeling"                                                |         |  |
| 6.  | "Dream a Little Dream of Me"                                      |         |  |
| 7.  | "Do You Wanna Dance"                                              |         |  |
| 8.  | "I Don't Wanna Talk About It"                                     |         |  |
| 9.  | "We've Only Just Begun"                                           |         |  |
| 10. | "Redemption Song"                                                 |         |  |
| 11. | "Ruby"                                                            |         |  |
| 12. | "You Don't Know Me"                                               |         |  |
| 13. | "Love for Sale"                                                   |         |  |
| 14. | "Why Don't You Do It Right"                                       |         |  |
| 15. | "Fever"                                                           |         |  |
| 16. | "Come Together"                                                   |         |  |
| 17. | "Unchain My Heart"                                                |         |  |
| 18. | "Love of My Life / Golden Slumbers / Carry That Weight / The End" |         |  |
| 19. | "Backstage" (Extras)                                              |         |  |
| 20. | "Lounge" (Extras)                                                 |         |  |